# Эльхинген
Эльхинген (нем. Elchingen) — община в Германии, в земле Бавария. 
Подчиняется административному округу Швабия. Входит в состав района Ной-Ульм.  Население составляет 9187 человек (на 31 декабря 2010 года). Занимает площадь 24,87 км².
Коммуна подразделяется на 3 сельских округа.

## История
14 октября 1805 года близ Эльхингена состоялось сражение между французами (под командованием Нея и Ланна) и австрийскими войсками (под командованием фельдмаршал-лейтенанта Риша), за победу в которой французский военачальник Ней получил титул герцога Эльхингенского. В конце XIX — начале XX века на страницах Энциклопедического словаря Брокгауза и Ефрона это событие было описано следующим образом:

«Фельдм.-лейт. Макк решил 14 окт. 1805 г. начать отступление из Ульма в Чехию, причем Риш должен был прикрывать его справа с 29 батальонами и 13 эскадронами. Для этой цели он двинулся 13 октября по левому берегу Дуная и с первым эшелоном своего войска прибыл в Э., где наткнулся на большие неприятельские силы и занял оборонительное положение. Между тем Макк, рассчитывая на скорое отступление французов за Рейн, изменил свой план и остался в Ульме, вследствие чего Риш оказался отрезанным от него. Рано утром 14 октября Ней и Ланн напали на Риша и заставили его отступить к Ульму». 

## Фотографии

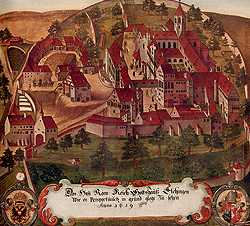
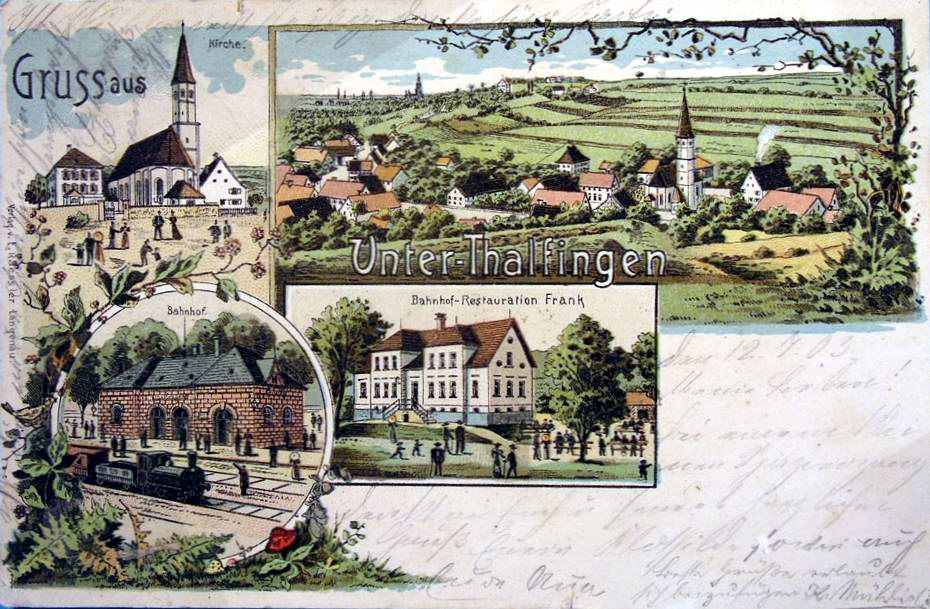
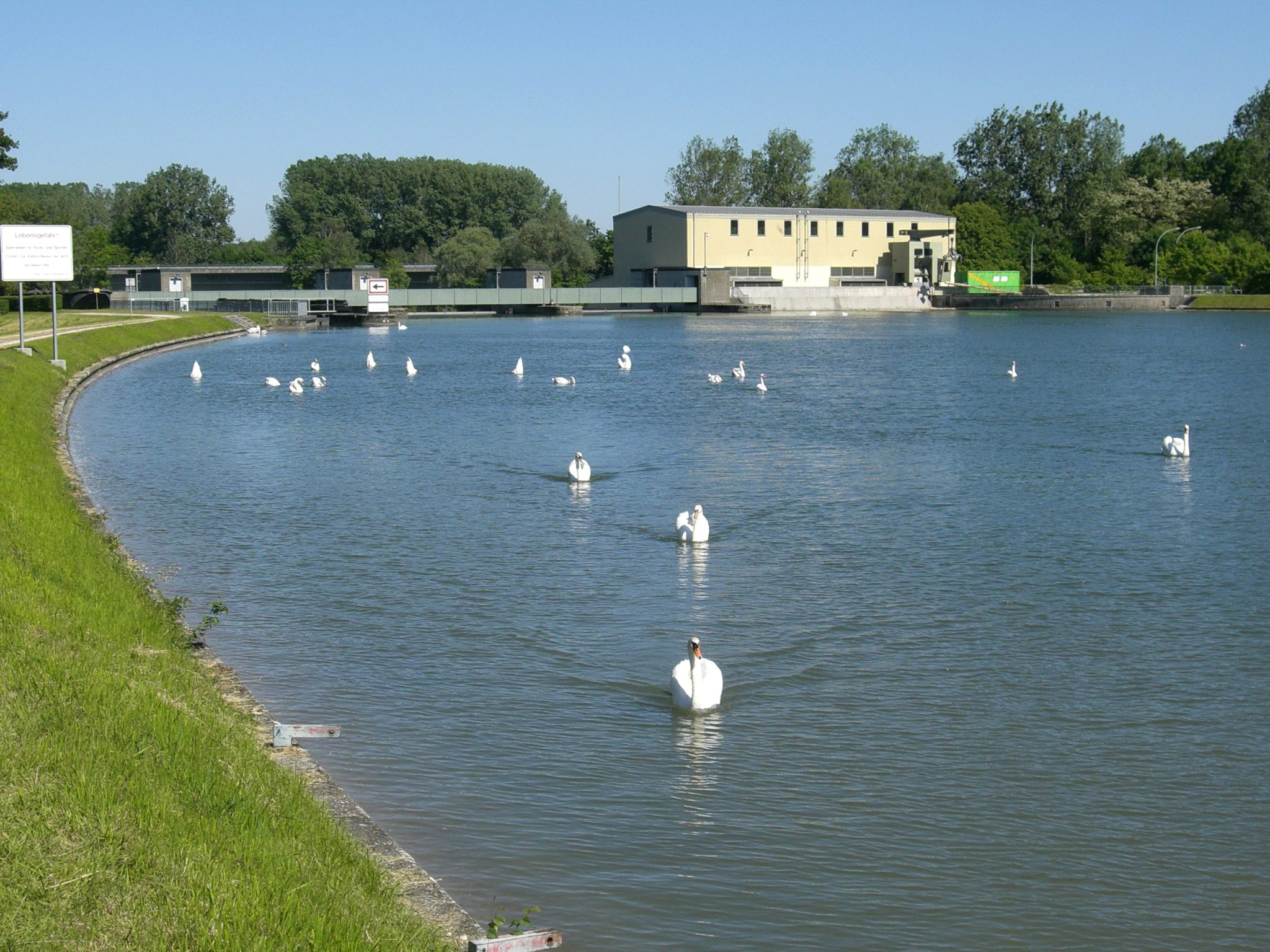